# Kabuto Yakushi
Kabuto Yakushi (薬師 カブト, Yakushi Kabuto) és un dels principals antagonistes i la mà dreta d'Orochimaru a la sèrie de manga i anime Naruto, escrita i il·lustrada pel mangaka Masashi Kishimoto.

## Biografia
Quan era nen, després de ser trobat com l'únic supervivent de la destrucció d'un poble, va ser adoptat per Nono Yakushi, una monja que regentava un orfenat i que en el passat realitzava missions d'espionatge en nom del poble de la fulla. Kabuto es va convertir en estudiant d'aquesta última i va aprendre les arts mèdiques d'ella. Més tard va conèixer a Orochimaru, que estava fascinat per les seves habilitats. Per salvar els seus amics i la seva mare adoptiva, va acceptar convertir-se en espia en nom de Danzo: el ninja de la fulla li va assignar nombroses missions d'espionatge, per la qual cosa es va veure obligat a traslladar-se a diferents pobles, sempre assumint identitats diferents. Fins que un dia va ser atacat per la mateixa dona que pensava que era la seva mare i la va colpejar mortalment: quan va intentar tractar-la, ella va afirmar que no el reconeixia i això el va sorprendre. A la recerca de la seva identitat, va ser trobat per Orochimaru que li va explicar com l'atac de la seva mare va ser obra de Danzo, que l'havia enganyat. Quedat sense propòsit, Kabuto es va unir a Orochimaru. En col·laborar, els dos descobreixen que estan en sintonia, fent que el Supreme Ninja l'impliqui en els seus plans més secrets, amb la màxima confiança. Aleshores se li va donar la identitat d'un nen adoptat pel cap de l'equip mèdic de Konoha i el cognom Yakushi. Uns anys més tard es va infiltrar en l'Akatsuki i aquí va ser controlat per Sasori, utilitzant una tècnica il·lusòria, perquè pogués espiar l'Orochimaru. L'Orochimaru va dissoldre la il·lusió a la qual estava sotmès i va fer que Kabuto el fes doble per mantenir els plans de l'Akatsuki sota control, ja que s'havia convertit en un traïdor.
Per espiar Sasuke i obtenir informació sobre aquest últim, Kabuto participa als exàmens de selecció de chunin, juntament amb Yoroi i Misumi. Ajuda l'equip 7 en la seva missió i aprova fàcilment la primera i la segona prova. Seguint el pla d'Orochimaru, però, Kabuto decideix retirar-se dels jocs previs i posteriorment intenta matar en Sasuke, desobeint així Orochimaru. Més tard, Kabuto participa d'una manera limitada en l'atac al poble de la fulla, disfressant-se d'ANBU i enfrontant-se a Kakashi i Gai i després desapareixent davant els seus ulls.
Després, Kabuto acompanya Orochimaru a la recerca de Tsunade, l'únic capaç de curar els braços del seu amo. Després que ella es nega, Kabuto s'enfronta a ella, però Naruto i Shizune l'aturan poc després de derrotar-la. Després de derrotar a Shizune, Kabuto és colpejat directament pel Rasengan de Naruto, però aconsegueix regenerar la ferida gairebé immediatament i escapar juntament amb el seu amo. Poc després envia en Kimimaro al Leaf Village per rescatar el Sound Quartet, que està ocupat recuperant en Sasuke. Finalment, donat el retard de l'Uchiha, convenç a Orochimaru d'utilitzar la tècnica en un altre ninja.

## Altres dades
- Vila: Oto.
- Edat: 19 anys a la primera part, 22 anys a la segona (Naruto Shippudden)
- Data de Naixement: 29 de febrer.
- Altura: 1,76 m a la primera part
- Pes: 65 kg a la primera part
- Grup sanguini: AB
- Grau ninja: Genin.
- Professor: Orochimaru
- Li agrada: La medicina.
- Odia: L'Orochimaru
- Objectius: Cap en especial.
- Grup: És un espia juntament amb els seus companys d'equip, en Yoroi i en Misumi.